# Lammertal
Das Lammertal, das Tal der Lammer und ihrer Nebentäler, ist, neben dem Salzburger Becken und dem Halleiner Becken, einer der beiden Hauptsiedlungsräume des Tennengaus (Bezirk Hallein) im Land Salzburg. Es liegt zwischen dem Tennengebirge, dem Dachsteinmassiv und der nördlich anschließenden Osterhorngruppe.
Das Lammertal stellt neben dem Pass Lueg die zweite Verbindung vom Salzburger Zentralraum und dem Innergebirg dar.

## Lage, Landschaft und Orte
Vor ihrer Mündung in die Salzach zwängt sich der Fluss Lammer bei Scheffau ostwärts durch ein etwa zehn Kilometer langes Engtal, dessen Hauptklamm die Lammeröfen bilden. Dahinter weitet sich die Talung zum Abtenauer Becken, in dem die Ortschaft Abtenau liegt. Hier teilt sich das Tal, nach Osten erstreckt sich das Rußbachtal mit dem Ort Rußbach, wo über den Pass Gschütt und das Gosautal die Verbindung zum Inneren Salzkammergut besteht. Das Haupttal wendet sich südwärts, nach Annaberg, und dann südostwärts, nach Lungötz. Die Lammer selbst kommt hier aus dem Westen, dem Tennengebirge. Der Talraum selbst überwindet bei Schoberberg eine Talwasserscheide, hinter der sich das Gemeindegebiet von St. Martin mit dem St. Martinsbach erstreckt, der dann bei Niedernfritz im Fritztal mündet und so die Verbindung zum Ennspongau herstellt. Die weiteren Nebentäler sind nur spärlich besiedelt.
Das Lammertal windet sich um den Stock des Tennengebirges und bildet so die Ostumgrenzung der Salzburger Kalkhochalpen. Im Osten beherrscht landschaftlich der Gosaukamm mit der Bischofsmütze das Landschaftsbild, während der Nordrand der Kalkvoralpen von randalpinem, wellig-bewaldeten Gepräge ist.

## Nachbarregionen
Regionalplanerische Nachbarregionen und Gebirgsgruppen:
| Salzach-Tennengau (PR)     | Osterhorngruppe (PR) (RV) (Skg.)            |                                   |
| Tennengebirge (TR)         | Kompassrose, die auf Nachbargemeinden zeigt | Gosau–Inneres Salzkammergut (OÖ.) |
| Unterer Salzachpongau (PR) | Fritztal Enns-Pongau (PR)                   | Dachsteinmassiv (D.)              |

(PR) Sbg. Planungsregion
(RV) Sbg. Regionalverband
(TR) Sbg. Tourismusregion
(OÖ.) Oberösterr. Raumeinheiten: Salzkammergut-Talungen, Salzkammergut-Voralpen
(Skg.) Tourismusregion Salzkammergut: Region Fuschlsee (Sbg.), Region Wolfgangsee (OÖ.)
(D.) UNESCO-Welterbe-Region Hallstatt-Dachstein Salzkammergut, Oberösterr. Raumeinheit Kalk-Hochalpen

## Verkehr und Tourismus

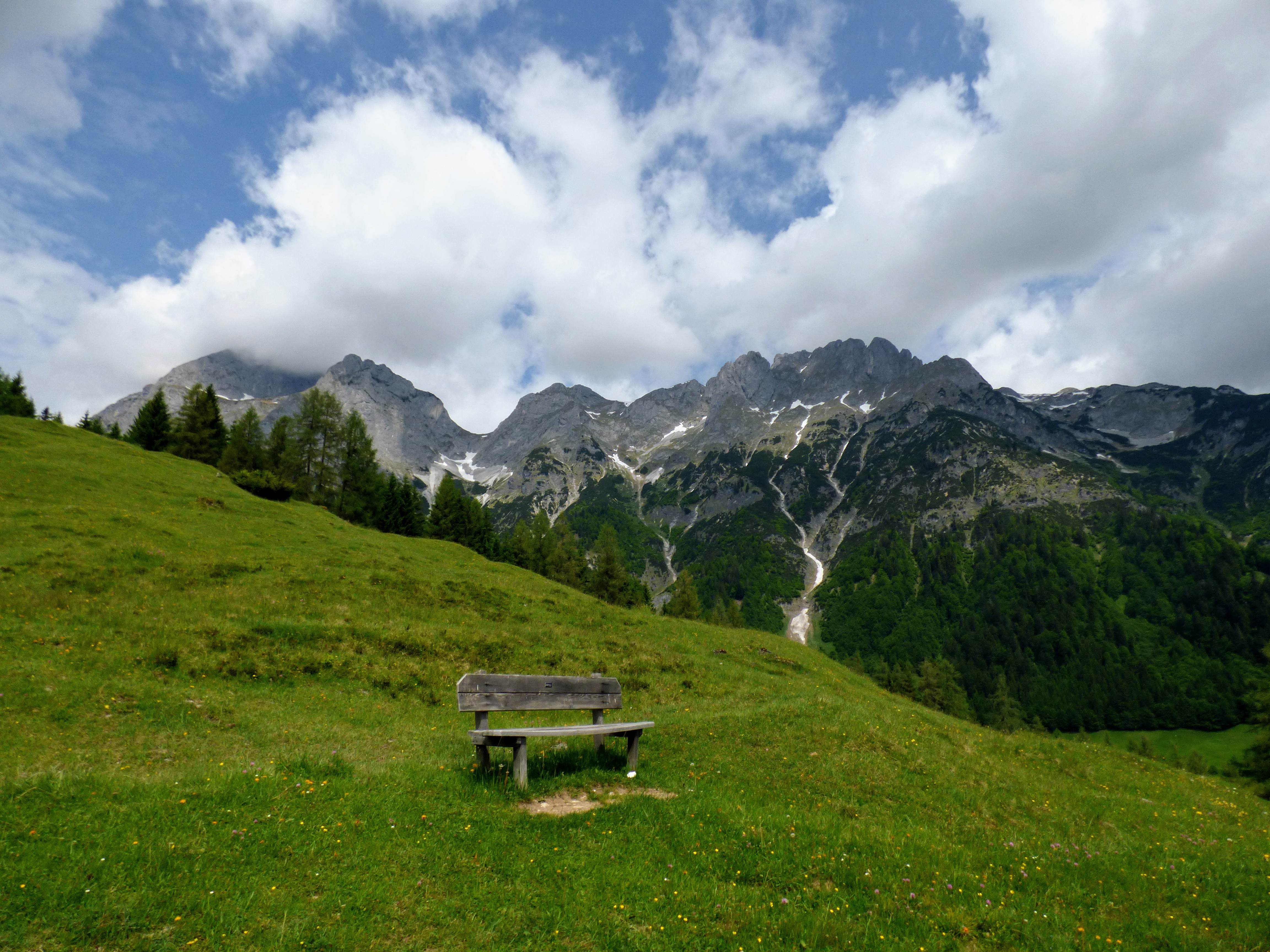
Wanderregion Lammertal

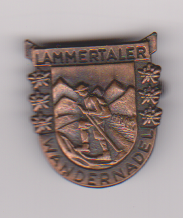
Wandernadel in Bronze (1979)

Hauptverkehrsader ist die B 162 Lammertal Straße, die an die Tauern Autobahn A 10/E 55 anbindet, und die B 166 Pass Gschütt Straße, die ebenfalls zur Tauernautobahn anbindet. Daneben führt, bei Abtenau, die Postalm Straße als Höhenstraße nach Strobl am Wolfgangsee (Mautstraße), und die Trattberg Panoramastraße ins Salzachtal oberhalb von Kuchl führt.
Die ganze Region ist stark touristisch geprägt und bildet mit den Salzachtal-Gemeinden ober- und unterhalb des Passes Lueg die Tourismusregion Tennengebirge. Die gemeinsame Plattform der Lammertalgemeinden war die Tourismusregion Lammertal Dachstein West GmbH mit Sitz in Abtenau. Die Tourismusregion Lammertal–Dachstein West wurde 2010 nach Streitigkeiten um den Finanzierungsausgleich zwischen dem eigentlichen Lammertal und dem Schigebiet am Pass Gschütt aufgelöst.
In alle drei Gebirgsgruppen führen mehr als 300 markierte Wanderwege, den hochmontanen Karststock des Tennengebirgs mit ihren südlichen Schiefer-Vorbergen, die Dachsteingruppe mit dem Klettergebiet Gosaukamm und Bischofsmütze, und die Westanstiege zum Hohen Dachstein, wie auch die Salzkammergut-Berge, die ein weites Wanderland darstellen.
- Die wichtigsten Hütten des Tales sind die Hofpürglhütte an der Bischofsmütze, Gablonzer Hütte zu den Gosauseen, die Söldenhütte an der Tauernscharte des Tennengebirg-Südabbruchs, Laufener Hütte am Hochplateau[2]
- Der Europäische Fernwanderweg E4/Nordalpenweg 01/Via Alpina (Violetter Weg Etappe A34/35), von Gosau über die Gosauseen kommend zur Hofpürglhütte, quert das Tal bei Lungötz, und führt über die Söldenhütte nach Dorfwerfen an der Salzach
- der Salzburger Rundwanderweg Arnoweg; Abschnitt 6 Kalkberge Ost[3], Etappe 51 Filzmoos–Annaberg, 52 zur Laufener Hütte und 53 nach Abtenau, und Abschnitt 7 Voralpen[4] Etappe 54 Abtenau–Trattbergalm

Für Mountainbiker sind 720 Kilometer als Mountainbike-Route ausgewiesen.
Hauptwintersportgebiet der Region ist Dachstein West an der Hornspitze, zu der auch die Gosauer Zwieselalm gehört, weitere Kleingebiete sind das Skigebiet Abtenau und das Skigebiet St. Martin am Lammertal, sowie die Postalm bei Strobl, die ebenfalls schon zum Salzkammergut gehört.